# Альбьес
Альбье́с (фр. Albiès, окс. Alvièrs) — коммуна во Франции, находится в регионе Окситания. Департамент коммуны — Арьеж. Входит в состав кантона Ле-Кабан. Округ коммуны — Фуа.
Код INSEE коммуны — 09004.

## Население
Население коммуны на 2008 год составляло 139 человек.
| 1962 | 1968 | 1975 | 1982 | 1990 | 1999 | 2008 |
| ---- | ---- | ---- | ---- | ---- | ---- | ---- |
| 122  | 146  | 163  | 144  | 141  | 156  | 139  |

## Экономика
В 2007 году среди 73 человек в трудоспособном возрасте (15—64 лет) 52 были экономически активными, 21 — неактивными (показатель активности — 71,2 %, в 1999 году было 61,6 %). Из 52 активных работали 50 человек (29 мужчин и 21 женщина), безработных было 2 (1 мужчина и 1 женщина). Среди 21 неактивных 5 человек были учениками или студентами, 7 — пенсионерами, 9 были неактивными по другим причинам.